# Coolio
Coolio   (Monessen, 1 d'agost de 1963 - Los Angeles, 28 de setembre de 2022), nom artístic de Artis Leon Ivey Jr., va ser un raper, productor discogràfic i actor estatunidenc. Ivey va saltar a la fama originalment com a membre del grup de rap Gangsta WC and the Maad Circle al costat de WC i el seu germà, Crazy Toones.
Coolio va aconseguir l'èxit principal a mitjans i finals dels anys noranta amb els seus àlbums It Takes a Thief (1994), Gangsta's Paradise (1995) i My Soul (1997). Va ser conegut sobretot pel seu senzill "Gangsta's Paradise", guanyador del premi Grammy el 1995, així com per altres senzills com "Fantastic Voyage" (1994), "1, 2, 3, 4 (Sumpin' New)" (1996) i "When U Get There" (1997).
L'àlbum Gangsta's Paradise va ser llançat el 1995 i va ser certificat dues vegades disc de platí per la RIAA i va vendre més de dos milions de còpies a tot el món.
També va ser conegut per haver proporcionat la cançó d'obertura "Aw, Here It Goes!" per a la sèrie de televisió de Nickelodeon de 1996 Kenan & Kel. A partir de 1996, Coolio va publicar àlbums de manera independent i també es va convertir en xef i va crear una sèrie web titulada Cookin' with Coolio i va publicar un llibre de cuina.